# Wspólnota administracyjna Rietschen
Wspólnota administracyjna Rietschen (niem. Verwaltungsgemeinschaft Rietschen) – wspólnota administracyjna w Niemczech, w kraju związkowym Saksonia, w okręgu administracyjnym Drezno, w powiecie Görlitz. Siedziba wspólnoty znajduje się w miejscowości Rietschen.
Wspólnota administracyjna zrzesza dwie gminy wiejskie: 
- Kreba-Neudorf
- Rietschen